# Wahlgesetz
Ein Wahlgesetz ist ein Gesetz, das die Durchführung von Wahlen regelt. 
Wesentliche Elemente sind: 
- die Zulassung von Kandidaten bzw. Wahllisten zur Teilnahme an der Wahl
- die Erstellung des Wählerverzeichnisses
- die Einteilung der Wahlkreise
- die Art der Stimmabgabe (z. B. per Stimmzettel in einer Wahlkabine oder per Wahlgerät)
- die Art der Stimmzählung